# Monteithiessa distincta
Monteithiessa distincta (лат.) — вид клопов, единственный в составе рода Monteithiessa Kumar, 1974 из семейства древесных щитников. Эндемики Австралии (Квинсленд, Crater National Park, Atherton Tableland). Род назван в честь Mr G. B. Monteith, коллектора типовой серии.

## Описание
Длина тела менее 1 см. От близких родов отличается следующими признаками: параклипеи вогнуты сублатерально и не выходят за передний конец антеклипеуса; 1-й усиковый сегмент чётко простирается за параклипеи; буккулы выступающие, не объединены сзади, достигают заднего конца головы; рострум немного выходит за задние концы средних тазиков, дистальный конец 1-го рострального сегмента примерно на уровне середины глаз; максиллярный бугорок полочковидный. Пронотум с 2 парами отростков, как у Panaetius, передняя пара очень маленькая, но сравнительно более крупная у Panaetius, задняя пара шиповидная и не плоская. Органы Пендерграста только на 6-м стерните.  Лапки состоят из двух сегментов. Щитик треугольный и достигает середины брюшка, голени без шипов.